# Leptogenys chelifer
Leptogenys chelifer é uma espécie de formiga do gênero Leptogenys, pertencente à subfamília Ponerinae.